# Wanshan (sockenhuvudort i Kina, Zhejiang Sheng, lat 28,34, long 120,31)
Wanshan (kinesiska: 万山, 万山乡, 孙窟) är en sockenhuvudort i Kina. Den ligger i provinsen Zhejiang, i den östra delen av landet, omkring 210 kilometer söder om provinshuvudstaden Hangzhou. Antalet invånare är 788. Befolkningen består av 357 kvinnor och 431 män. Barn under 15 år utgör 10,0 %, vuxna 15-64 år 60 %, och äldre över 65 år 29,0 %.
Runt Wanshan är det tätbefolkat, med 530 invånare per kvadratkilometer. Närmaste större samhälle är Chuanliao, 12,7 km sydväst om Wanshan. I omgivningarna runt Wanshan växer i huvudsak blandskog.
Genomsnittlig årsnederbörd är 2 331 millimeter. Den regnigaste månaden är juni, med i genomsnitt 383 mm nederbörd, och den torraste är januari, med 67 mm nederbörd.